# Női 10 méteres toronyugrás a 2013-as nyári universiadén
A 2013-as nyári universiadén a műugrás női 10 méteres toronyugrás versenyszámát július 8-án rendezték meg a Vízisportok Palotájában (Aquatics Palace).

## Versenynaptár
Az időpontok helyi idő szerint, zárójelben magyar idő szerint olvashatóak.
| Dátum                  | Időpont       | Forduló   |
| ---------------------- | ------------- | --------- |
| 2013. július 8., hétfő | 11:00 (09:00) | Selejtező |
| 2013. július 8., hétfő | 12:30 (10:30) | Elődöntő  |
| 2013. július 8., hétfő | 16:00 (14:00) | Döntő     |

## Eredmény
| #  | Név                        | Ország                          | Selejtező | Selejtező | Elődöntő | Elődöntő | Döntő   | Döntő  |
| #  | Név                        | Ország                          | Rangsor   | Pontok    | Rangsor  | Pontok   | Rangsor | Pontok |
| -- | -------------------------- | ------------------------------- | --------- | --------- | -------- | -------- | ------- | ------ |
|    | Julija Koltunova           | Oroszország (RUS)               | 294,30    | 3         | 329,00   | 1        | 347,35  | 1      |
|    | Hszia Jü-hua               | Kína (CHN)                      | 313,55    | 1         | 315,35   | 2        | 335,75  | 2      |
|    | Csen Ni                    | Kína (CHN)                      | 307,55    | 2         | 289,70   | 6        | 312,45  | 3      |
| 4  | Paola Milagros Espinosa    | Mexikó (MEX)                    | 273,80    | 9         | 312,10   | 3        | 308,90  | 4      |
| 5  | Laura Ryan                 | Amerikai Egyesült Államok (USA) | 277,70    | 7         | 244,40   | 11       | 292,00  | 5      |
| 6  | Katrina Young              | Amerikai Egyesült Államok (USA) | 253,30    | 11        | 268,25   | 10       | 289,25  | 6      |
| 7  | Felicitas Lenz             | Németország (GER)               | 284,00    | 5         | 277,75   | 8        | 281,25  | 7      |
| 8  | Marisa Daniela Diaz Prieto | Mexikó (MEX)                    | 274,35    | 8         | 301,10   | 4        | 276,10  | 8      |
| 9  | Jelina Ridel               | Oroszország (RUS)               | 267,50    | 10        | 283,15   | 7        | 270,60  | 9      |
| 10 | Jocelyn Burnett            | Ausztrália (AUS)                | 290,55    | 4         | 290,65   | 5        | 269,60  | 10     |
| 11 | Tukiet Traisy Vivien Anak  | Malajzia (MAS)                  | 277,95    | 6         | 273,15   | 9        | 269,00  | 11     |
| 12 | Iira Laatunen              | Finnország (FIN)                | 177,30    | 13        | 220,05   | 12       | 257,40  | 12     |
|    |                            |                                 |           |           |          |          |         |        |
| 13 | Sarah McCrady              | Amerikai Egyesült Államok (USA) | 230,15    | 12        |          |          |         |        |